# شركة أي أو أن للتأمين
شركة أي أو أن (بالإنجليزية:Aon plc) ، هي شركة تأمين بريطانية أسست في لندن ، وانتشرت في نيويورك وشيكاغو ولوس أنجلوس، يعمل لدى موظفيها لـ120 دولة 61.000 الف موظف ، وهي الراعية الرسمية لنادي مانشستر يونايتد سابقاً.

## وصلات خارجية
- Aon plc website